# دومينيكو كانتوني
دومينيكو كانتوني (بالإيطالية: Domenico Cantoni)‏ هو مجدف إيطالي، ولد في 27 يناير 1966.

## وصلات خارجية
- دومينيكو كانتوني على موقع الاتحاد الدولي للتجديف (الإنجليزية)